# Elecciones al Senado de Argentina de 1913
Las Elecciones al Senado de la Nación Argentina de 1913 fueron realizadas a lo largo del mencionado año por las Legislaturas de las respectivas provincias para renovar 10 de las 30 bancas del Senado de la Nación. En la Capital Federal el senador fue electo mediante el sistema indirecto de votación, donde se eligieron a 44 electores que luego se reunirián en el Colegio Electoral y proclamarían al senador electo.
Del Valle Iberlucea se consagró como el primer senador socialista en la historia de Latinoamérica.

## Cargos a elegir
| Provincia           | Senado    | Senado    |
| Provincia           | Senadores | A renovar |
| ------------------- | --------- | --------- |
| Buenos Aires        | 2         | 1         |
| Capital Federal     | 2         | 1         |
| Catamarca           | 2         | —         |
| Córdoba             | 2         | —         |
| Corrientes          | 2         | 1         |
| Entre Ríos          | 2         | —         |
| Jujuy               | 2         | 2         |
| La Rioja            | 2         | —         |
| Mendoza             | 2         | 1         |
| Salta               | 2         | —         |
| San Juan            | 2         | 1         |
| San Luis            | 2         | —         |
| Santa Fe            | 2         | 1         |
| Santiago del Estero | 2         | 1         |
| Tucumán             | 2         | 1         |
| Total               | 30        | 10        |

## Resultados
| Partido | Partido                           | Bancas |
| ------- | --------------------------------- | ------ |
|         | Partido Conservador               | 4/10   |
|         | Partido Republicano               | 2/10   |
|         | Partido Autonomista de Corrientes | 1/10   |
|         | Partido Popular                   | 1/10   |
|         | Unión Cívica Radical              | 1/10   |
|         | Partido Socialista                | 1/10   |

## Resultados por provincia
| Provincia           | Senador electo              | Partido | Partido                           |
| ------------------- | --------------------------- | ------- | --------------------------------- |
| Buenos Aires        | Marcelino Ugarte            |         | Partido Conservador               |
| Capital Federal     | Enrique del Valle Iberlucea |         | Partido Socialista                |
| Corrientes          | Juan José Lubary            |         | Partido Autonomista de Corrientes |
| Jujuy               | Octavio Iturbe              |         | Partido Republicano               |
| Jujuy               | Carlos Zabala               |         | Partido Republicano               |
| Mendoza             | Benito Villanueva           |         | Partido Popular                   |
| San Juan            | Martín Albarracín           |         | Partido Conservador               |
| Santa Fe            | Ignacio Iturraspe           |         | Unión Cívica Radical              |
| Santiago del Estero | Francisco Castañeda Vega    |         | Partido Conservador               |
| Tucumán             | Manuel I. Estévez           |         | Partido Conservador               |

1. ↑  Renunció el 1 de mayo de 1914 para asumir como gobernador de Buenos Aires, lo reemplaza Luis García (Partido Conservador) el 30 de julio de 1914.
2. ↑  Falleció el 30 de agosto de 1921, no fue reemplazado.
3. ↑  Renunció el 2 de junio de 1914, lo reemplaza Juan Ramón Vidal (PACo) el 13 de junio de 1914.

### Capital Federal
Elección el 30 de marzo de 1913, con elecciones complementarias el 13 de abril de 1913.
|  | 40,23 % |

|  | 29,45 % |

|  | 21,83 % |

|  | 8,50 % |

|  | 96,23 % |

|  | 3,77 % |

|  | 100 % |

|  | 77,23 % |